# Hermania
Hermania ist die älteste deutsche chemische Fabrik und hat ihren Sitz in Schönebeck. Sie gehört heute zur Schirm GmbH, welche wiederum zum südafrikanischen AECI Gruppe gehört.

## Geschichte
Sie wurde 1793 von Carl Samuel Hermann gegründet. Der ursprüngliche Zweck war die Nutzung von Abfällen aus der königlichen Saline des Ortes. 1794 wandte sich Hermann an den preußischen König und bat um die Überlassung der Salinenabfälle. Diese wurden ihm für zwei Jahre kostenlos überlassen. Dann entschloss man sich die Fabrikation mit Staatsmitteln fortzuführen. Es entstand die Königl. Preuss. chemische Fabrik. Hermann wurde als Administrator mit 10 % Anteil am Reingewinn eingesetzt. Ab 1802 stellte Hermania als erster Betrieb in Deutschland Soda nach dem Leblanc-Verfahren her. Dieses Schönebecker Soda wurde nach Glaubersalz zum zweitwichtigsten Produkt des Unternehmens. Insgesamt wurden etwa 50 Produkte hergestellt. Von 1801 bis 1808 war der Botaniker und Apotheker Friedrich Gottlob Hayne als Assistent im Unternehmen tätig. 1818 entdeckte Carl Hermann das Element Cadmium. Nach seinem Tode im Jahr 1846 führte sein Sohn Otto Julius Theodor Hermann das Unternehmen fort. Ab 1870 wurde eine Verlegung und ein Neubau des Betriebes geplant. In dieser Phase verstarb überraschend jedoch Otto Hermann an einem Herzschlag. Sein Sohn Hans Hermann übernahm darauf das Unternehmen und setzte die Neubaupläne fort. Die neue Fabrik wurde am 28. Juni 1873 unter dem alten Namen Königlich Preußisch chem. Fabrik eingeweiht.

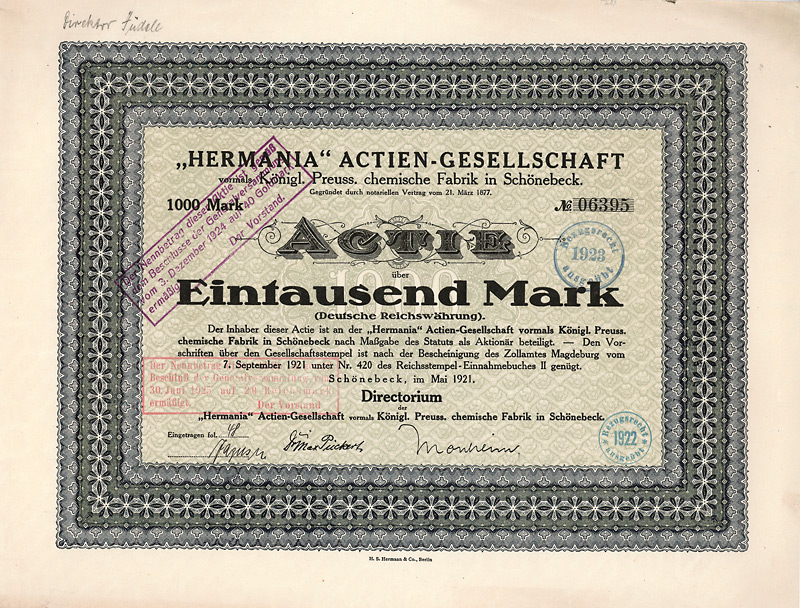
Aktie über 1000 Mark der Hermania AG vom Mai 1921

Bereits 1876 verstarb erst 39-jährig Hans Hermann. 1877 wurde das Unternehmen in eine Aktiengesellschaft, die Hermania A.G. umgewandelt. Es wurden chemische Produkte wie Salzsäure, Soda und Glaubersalz hergestellt. Aus Schwefelkies wurde Schwefelsäure gewonnen. In späterer Zeit wurden auch Badeschwefel, Kalisalpeter, Natronsalpeter, Zinkphosphid und Kühlsolen hergestellt. In der Mitte der 1920er Jahre meldete Hermania Konkurs an. Aus der Konkursmasse wurden 1927 die Chemischen Werke Schönebeck AG gegründet. Die Produktionspalette umfasste jetzt vor allem Metallsalze, Schwerchemikalien und Roh- und Fertigstoffe für die Keramikindustrie.
Nach dem Zweiten Weltkrieg wurde die Gesellschaft von der Sowjetischen Militäradministration beschlagnahmt, später enteignet und 1947 als VEB Chemisches Werk Hermania Schönebeck in Volkseigentum überführt. Es erfolgte eine Modernisierung des Werks. Insbesondere wurden neue Anlagen für die Produktion von Fritten für die keramische Industrie, von Borax für die Glasindustrie und Pharmazie sowie Calciumchlorid. 1960 wurde das Werk in den VEB Fahlberg-List Chemische und Pharmazeutische Fabrik Magdeburg eingegliedert. Von 1970 bis 1972 leitete der Chemiker Hans Bendix den Schönebecker Betrieb. 1972/1973 entstand eine neue Anlage zur Formulierung und Konfektionierung von Herbiziden. Es wurden Unkrautvernichtungsmittel für unterschiedliche Verwendungszwecke produziert. Etwas später erhielt der Betrieb ein neues Heizkraftwerk auf Erdgasbasis.
Am 9. August 1988 kam es zu einem Großbrand in der Formulierungs- und Konfektionierungslagerhalle. In der Halle lagerten 812 t Pestizide, die mit dem Löschwasser in die Elbe gelangten. Die Halle brannte vollständig aus, es wurde Sabotage vermutet.
Nach dem Ende der DDR wurde der VEB Fahlberg-List von der Treuhandgesellschaft übernommen und der Schönebecker Betriebsteil sowie die Lohnproduktion der Sparte Pflanzenschutz des Hauptwerks 1992 an die Schirm-Gruppe verkauft. Im Hermania-Werk, welches sich über 15 Hektar erstreckt, bestanden zu diesem Zeitpunkt 72 Arbeitsplätze. Seit 2001 firmiert das Unternehmen unter den Namen Schirm GMBH Division Hermania. Die Schirm-Gruppe wurde im Rahmen der Übernahme von Lehnkering im Jahr 2011 Teil von Imperial Logistics International. 2017 wurde sie an die südafrikanische Aktiengesellschaft AECI verkauft.